# نشر ساوث‌لند
نشر ساوث‌لند (انگلیسی: Southland Publishing) یک شرکت انتشاراتی واقع در پاسادینا، کالیفرنیا است. این شرکت هفته‌نامه، ماهانه و وب‌سایت‌های وابسته را در ایالات متحده تولید می‌کند.